# スグ効くおやすみ絵本 子猫のクウねむり城への大冒険
『スグ効くおやすみ絵本 子猫のクウねむり城への大冒険』（スグきくおやすみえほん こねこのクウねむりじょうへのだいぼうけん）は、東邦出版より2018年11月25日に発売された絵本。著者は心理カウンセラー、作家の弥永英晃、絵・かわいみな。ベストセラーとなる。
版元の経営不振により、2021年6月24日-増強改訂版として絵をいなとめまきこに変更、インプレスより歌手・声優の水樹奈々が帯推薦した『おやすみ絵本　ねむりの王国のクウ』として新装増強版が発売された。『ねむりの風船』や『回想』など内容がより強力になるように製作された。
- 増強改訂版の絵を担当したイラストレーターのいなとめまきこは、2019年　東映アニメーションが製作した「プリキュアシリーズ」映画作品の第27弾　劇場版公開「映画 スター☆トゥインクルプリキュア 星のうたに想いをこめて」東映アニメーションプロデューサー村瀬亜季・監督田中裕太から直接オファーをされた。いなとめまきこが描いたヴィジュアルイメージが公開された[1]

- 増強改訂版『おやすみ絵本　ねむりの王国のクウ』は韓国大手出版社の」Gimm-Young Publishers, Inc.(韓国版.2022年4月25日より「잘 자요 그림책 모두 잠드는 나라」として発売された。

## 概要
2019年7月1日、台湾東販より中国語版として『好想睡，好想睡…：睡覺城堡大冒險』が出版された。
同年11月、ローソンが実施する「ネルノダ『睡眠の質を向上キャンペーン』」に絵本が採用された。また、声優の水樹奈々と梶裕貴により朗読されたオーディオブックが期間限定で制作された。音源は約50分。公式サイトには「1人5役に挑戦!? 50分の超大作!」と書かれた。
- 2020年10月14日-小説『“寝る前に5分”読むだけで「不安」がスーッと消え去る本』(大和出版)/電子書籍(PHP研究所)の６話目の短編小説集『子猫のクウ『森のしあわせ診察所』と幸福宝島の冒険』にてアナザーストーリー・スピンオフ企画として子猫クウ・ローザお母さんなど舞台も同じで描かれている。

## 小説
- 2020年10月14日-小説『“寝る前に5分”読むだけで「不安」がスーッと消え去る本』(大和出版)/電子書籍(PHP研究所)６話目の短編小説集『子猫のクウ『森のしあわせ診察所』と幸福宝島の冒険』が掲載。

## スピンオフ
- 2022年10月15日-3分読むだけでグッスリ眠れる本(秀和システム)

収録作品：子猫のクウ~不思議な「眠りのボタン」の魔法/気球に乗る少年/羊を数える少年/深い夢への階段~小説家アリスの話/あったかいお風呂/読むクスリ~時を忘れる湖と眠りのボート/眠りの時計/パーフェクトフルムーンと天体観測/見るだけでどんどん眠くなる魔法の絵本/オーロラと聖なる森の11の物語で、「子猫のクウ」の大人向けの睡眠本として「子猫のクウ~不思議な「眠りのボタン」の魔法」がスピンオフが掲載され発売された。

## 年齢対象
0歳から大人までという非常に画期的な絵本。幼児、児童のみではなく、
不眠症の大人、健康に眠りにつきたい大人が読んでも眠くなるように著者の意向により製作された。
その観点において、絵本としては睡眠絵本として日本初の絵本。

## 特徴
「脳科学」と「心理学」を使用、絵本を読むだけ、絵を見るだけで眠くなるように緻密に計算されて制作された。
病院で使用されている自律訓練法などの医学的な技法も取り入れられている。
日本の児童文学・絵本の視点から物語についても画期的。
その為に、医療法人石原クリニック院長　医学博士・内科医の石原均氏による絵本の科学的な効果・解説と推薦文が掲載されている。
絵本の台湾版では、その再現性の高い睡眠効果と科学性・専門性が高く評価されて、帯推薦に、「児童大学教授・医学博士・小児科医・児童専門家・臨床心理士・助産師・看護師・台湾の人気親子ベストセラー作家」　8名が総合推薦した。
JFN系列のラジオOH! HAPPY MORNINGで、医学・心理学・脳科学を包括する睡眠絵本として画期的な絵本であると、蒲田健・小林千鶴から著者がインタビューを受けた。

## ストーリー
眠ることで幸せになれる「ねむりの国」が舞台。妖精・動物・小人・魔法使いなどが仲良く暮らしている。
子猫クウは、だれでも「ねむりの呪文」で眠らせてくれる「ねむりの城の王様」のもとを訪ねると、「ねむりながらもっと幸せになれる」とお母さん猫のローザから聴き、○○○と一緒にねむりのお城を目指す。
その道中に「眠りの草原」、「ねむりのお城１階　ねむりの絵本」「ねむりのお城2階　ねむりのお風呂」「ねむりのお城3階ねむりの王様登場」「ねむりのベッド」のなど、
ねむる為の冒険を乗り越え、王様に逢いにゆく。　この国の住人は眠ることでいい子になれる、頭がよくなると言われており「眠ることが大好き」という設定。
絵本はただ眠らせるだけでなく、読み聞かせることで、いい子に育つように作られている。

## 登場人物

### 子猫のクウ
人型の2足歩行。服を着ている。黄色い★のマークの服を好んできている。○○○とおなじ年齢の人の言葉をしゃべる人型の子猫。ねむることが大好きで、ねむることで幸せになれると信じている。
将来は魔法が使えるようになりたいと思っている。

### ローザお母さん
クウの母親。人型の2足歩行で服を着ているふくよかでおおらかな性格で「簡単なねむりの呪文」が使える。料理が大好きで妖精や小人がキッチンで魔法を使い、ケーキを作ったりしている。
もっと眠りたいクウに、昔、ねむりの王様に教えてもらった簡単なねむりの呪文をクウに使って眠くさせる。ねむりの王様に逢いにいくといいことを教えてくれる。

### クルックル
人の言葉を話す。黒いメガネをかけたインテリの鳥。体全体は青い羽根で体毛は覆われている。綺麗好き。毛づくろいをよくしている。
ねむりのお城の1階でクウと○○○を待っていて、王様に逢うには3階まで登っていかないと逢えないことを教えてくれる。
各階の「ねむりの部屋」での、クウと○○○に眠るヒントやクリアする方法を教えてくれる。

### ねむりの王様
「ねむりの王国」を治める王様でどんな相手も眠らせることができる「強力なねむりの呪文」を使える。
「ねむりのベッド」でクウと○○○を眠らせてくれる。

### ○○○
読み聞かせ対象の人物。
年齢がクウと同い年であり、眠ることでもっといい子になりたいと望んでいる。

## 注意事項
「車の運転や、危険な機材などを使用している人の近くで、この本を読まないでください（近くにいる人がねむくなってしまうためです）と注意喚起されているので
気を付けること。(それほど眠くなるため)